# Tržić Primišljanski
Tržić Primišljanski je naselje u Republici Hrvatskoj, u sastavu grada Slunja, Karlovačka županija. 

## Stanovništvo
Prema popisu stanovništva iz 2001. godine, naselje je imalo 25 stanovnika te 15 obiteljskih kućanstava.

Prema popisu stanovništva 2011. godine naselje je imalo 20 stanovnika.
| broj stanovnika | 514   | 636   | 632   | 638   | 650   | 646   | 592   | 627   | 271   | 380   | 320   | 205   | 264   | 69    | 25    | 20    | 9     |
|                 | 1857. | 1869. | 1880. | 1890. | 1900. | 1910. | 1921. | 1931. | 1948. | 1953. | 1961. | 1971. | 1981. | 1991. | 2001. | 2011. | 2021. |